# Corpse Bride
Corpse Bride er en amerikansk stop motion-film fra 2005, instrueret af Tim Burton og Mike Johnson. Filmens hovedroller stemmelægges af Helena Bonham Carter, Johnny Depp og Emily Watson.